# Hermann Oldenberg
Hermann Oldenberg (Hamburg, 31. listopada 1854. – Göttingen, 18. ožujka 1920.), njemački indolog.
Hermann Oldenberg je predavao kao profesor u Kielu (1898.) i Göttingenu (1908.). Posebno je popularizirao Budizam svojom studijom iz 1881. godine, inače bazirana na tekstovima na Pāliju. 
Zajedno s T. W. Rhysom Davidsom preveo je na engleski jezik tri sveska tekstova Vinaya, dva sveska iz Vedanga (Kalpa) i dva sveska Veda, danas pod monumentalnom serijom Svetih knjiga istoka (Sacred Books of the East), gdje je glavni urednik Max Müller, a izdavač Oxford University Press. 
Svojim radom Prolegomena (1888.) je postavio temelje filološkim studijama Rigveda.
Hermann je disertacijom na temu Arval Brothers, an ancient Roman cult fraternity na Sveučilištu u Berlinu dobio doktorat, pri studiju klasične i indske filologije 1875. godine.

## Nepotpuni popis djela
- Hymnen des Rigveda. 1. Teil: Metrische und textgeschichtliche Prolegomena. Berlin 1888.; Wiesbaden 1982., engleski prijevod: Delhi, Motilal 2005.
- Die Religion des Veda. Berlin 1894; Stuttgart 1917.; Stuttgart 1927.; Darmstadt 1977.
- Vedic Hymns,  The Sacred Books of the East, vol. 46, ed. Friedrich Max Müller, Oxford University Press, 1897.
- Buddha: Njegov život, njegovo učenje, njegova zajednica, 1881.